# Alison Moyet

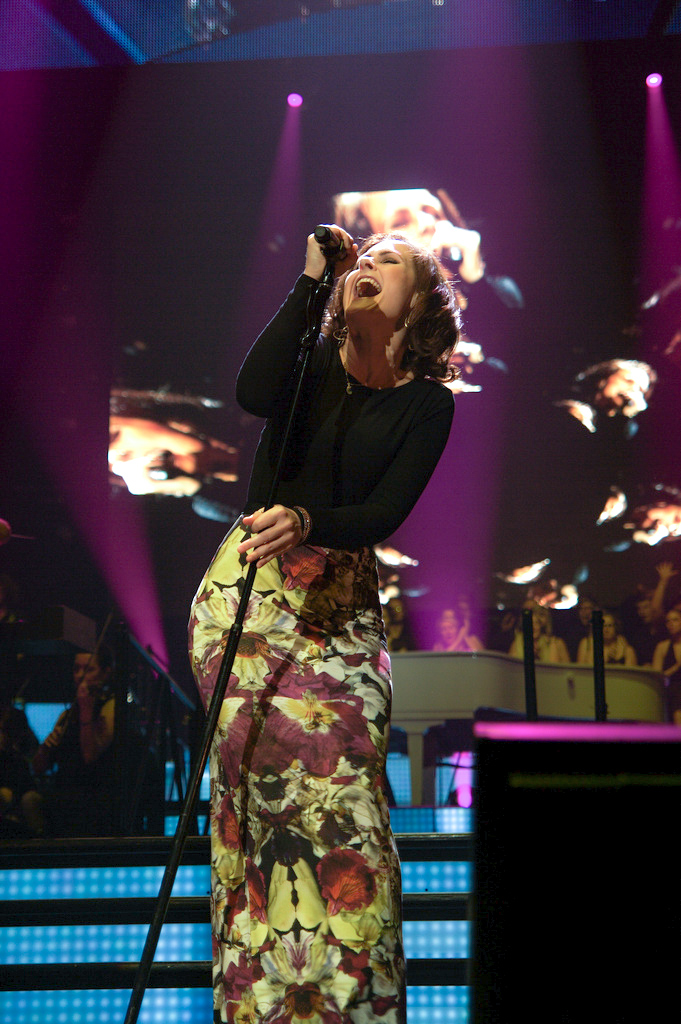
Alison Moyet bei der Night of the Proms 2011 in Hannover

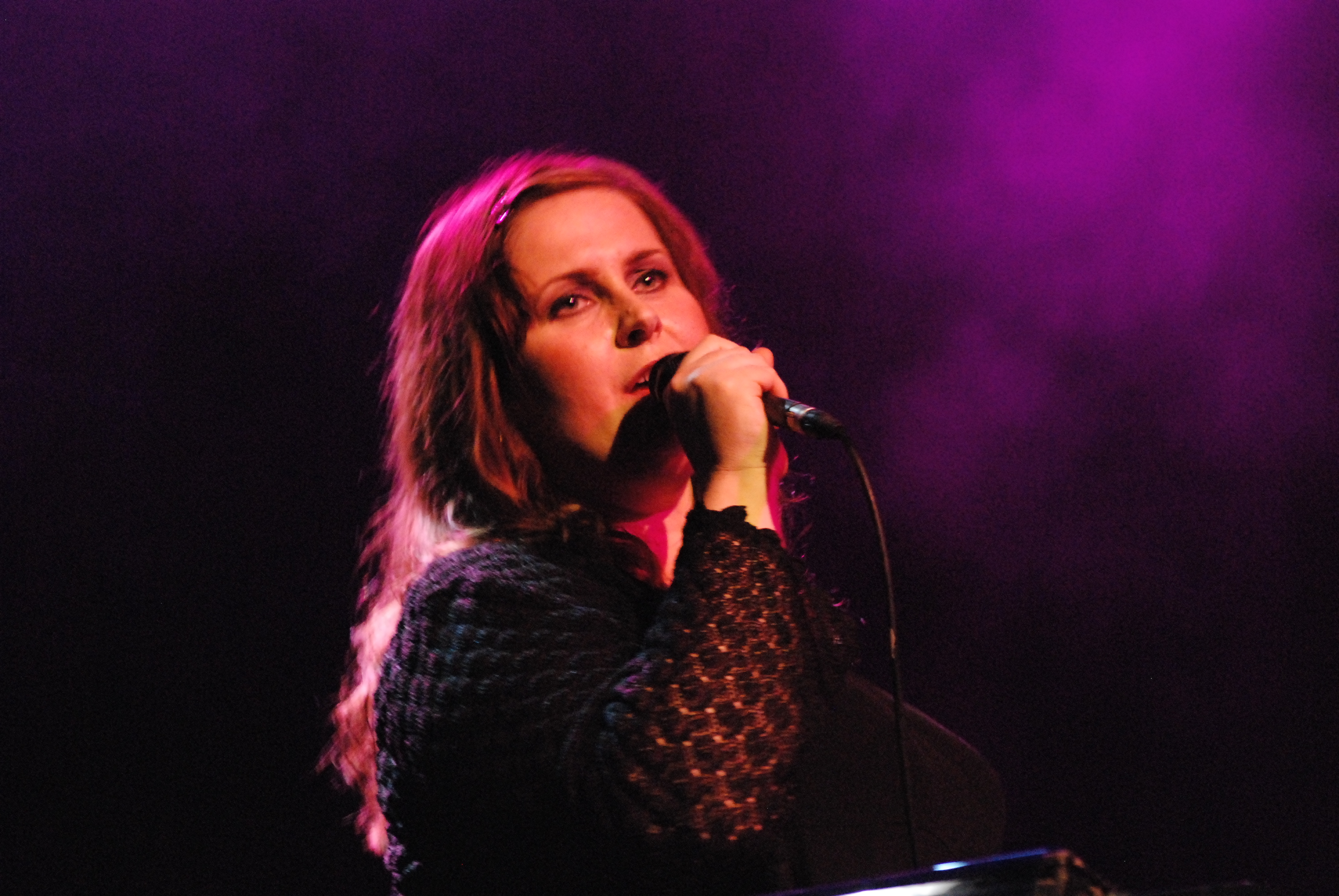
Alison Moyet, Dublin 2008

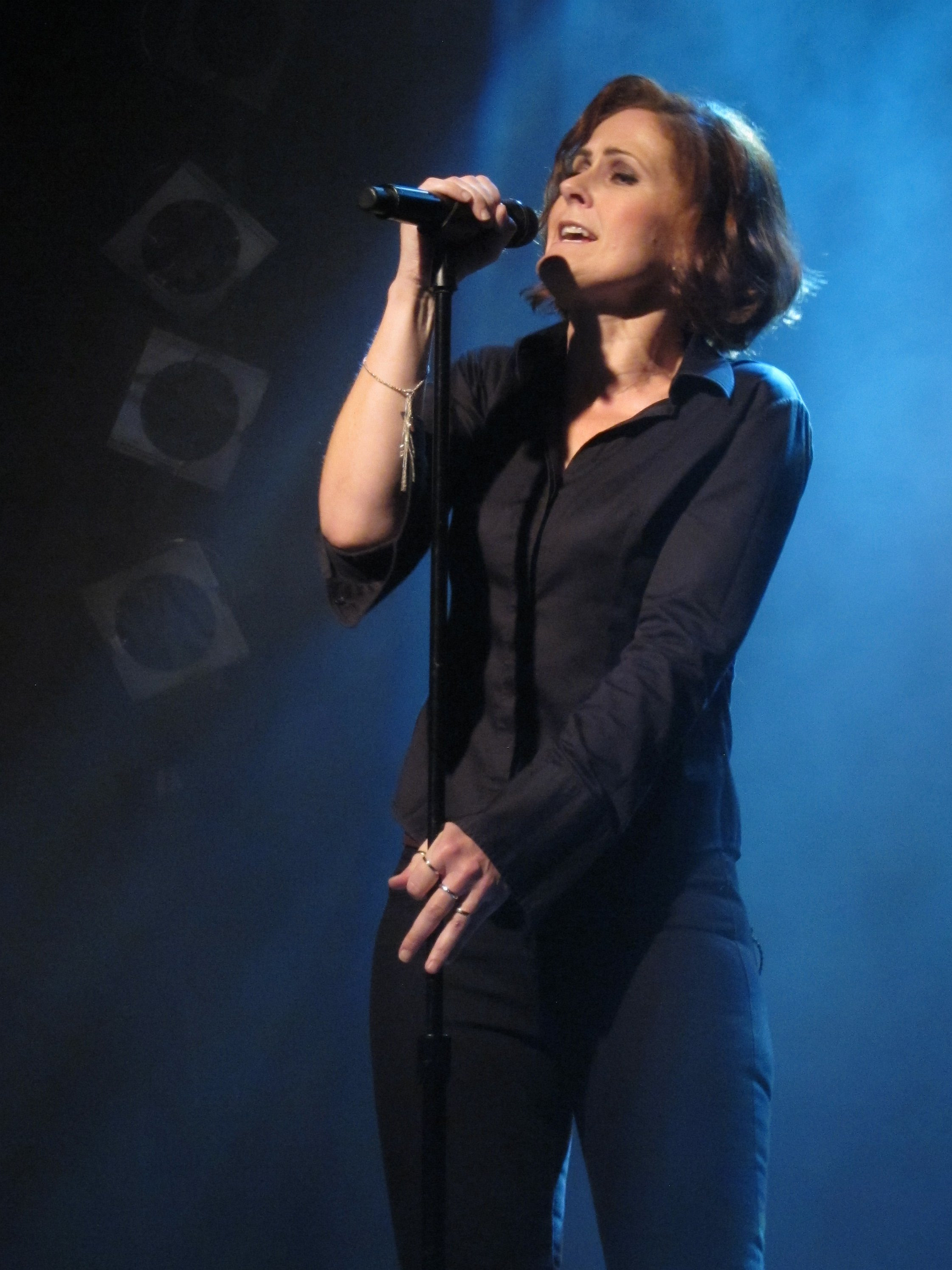
Alison Moyet im Gruenspan Hamburg im September 2013

Alison Moyet MBE (* 18. Juni 1961 in Billericay, Essex, England; voller Name Geneviève Alison Jane Moyet) ist eine britische Popsängerin, die vor allem in den 1980er Jahren in Großbritannien erfolgreich war. Ihre ausdrucksstarke Bluesstimme und ihre musikalische Bandbreite, die über Punk-Rock, anspruchsvollen Pop, Chanson und Blues reicht, kennzeichnen ihr Werk.

## Musikalischer Werdegang
Mit der Erfahrung als Sängerin in verschiedenen unbekannten Punk- und Bluesbands suchte Moyet zu Beginn der 1980er Jahre per Zeitungsinserat Partner zur Gründung eines eigenen Projekts. Hier stieß der Ex-Depeche-Mode-Keyboarder Vince Clarke auf Moyet. Gemeinsam gründeten sie das Synthie-Pop-Projekt Yazoo. Ihre Debütsingle Only You erreichte Platz 2 der UK-Charts.
Für den amerikanischen Markt erfolgte eine Namensänderung in „Yaz“. Mit den beiden Alben Upstairs at Eric’s und You and Me Both hatte das Duo jedoch hauptsächlich in Europa Erfolg. 1983 trennten sich Yazoo aufgrund unterschiedlicher musikalischer Auffassungen. Clarke rief zunächst The Assembly, dann Erasure ins Leben; Alison Moyet startete ihre Solokarriere.
Mit ihrer leidenschaftlichen, souligen Alt-Stimme, produziert in gefälligem Popsound, knüpfte sie zunächst an die Yazoo-Erfolge an. Ihr erstes, nach ihrem früheren Spitznamen benanntes Album Alf (1984) hielt sich ein Jahr in den britischen Charts und erklomm dort die Spitzenposition. Die ersten drei ausgekoppelten Singles wurden UK-Top-10-Hits. Ende 1985 erreichte die vierte Single For You Only in Deutschland einen siebten Platz und damit Moyets höchste Platzierung in den deutschen Charts.
1985 tourte sie mit der Jazzband von John Altman durch Großbritannien. Mit der Coverversion des Billie-Holiday-Klassikers That Ole’ Devil Called Love verbuchte Moyet dann einen weiteren Top-Ten-Hit in ihrer Heimat.
Nach der Geburt einer Tochter und der Scheidung von ihrem Ehemann wurde ihr Duett mit Paul Young, That’s the Way Love Is, im Juli 1985 beim Live-Aid-Festival im Londoner Wembley-Stadion eines der letzten musikalischen Lebenszeichen der Künstlerin. Moyet zog sich zunächst ins Private zurück.
Auf dem Album Gravity von James Brown sang sie 1986 ein Duett mit ihm. 1987 folgte ihr zweites, ebenfalls souliges Album Raindancing, das ihr einen dritten BRIT Award bescherte. Is This Love erreichte in Großbritannien den dritten Platz der Charts. Erstmals ging sie nun auch in den USA als Solo-Performer auf Tournee. Die Single All Cried Out (in Großbritannien Platz 8 der Single-Charts) wurde 2002 in zwei verschiedenen Versionen von den No Angels aufgenommen.
Alison Moyet zog sich erneut zurück und wurde ein zweites Mal Mutter.
Anfang der 1990er Jahre konnte Moyet im Musikgeschäft kaum mehr Fuß fassen. Weder mit dem souligen, von Kritikern gelobten und überwiegend mit Eigenkompositionen versehenen Hoodoo (1991) noch mit Essex (1994) konnte sie größere Erfolge verbuchen. Nur ihre Kompilation Singles, auf der nur zwei neue Titel zu finden waren, aber alle Hits von Yazoo, gelangte wieder in die Charts.
Im August 2001 gab Alison Moyet ihr Londoner Bühnendebüt im Stück Chicago. Ein Jahr darauf kam, ebenfalls im Spätsommer, das Album Hometime in die Läden. Zur Unterstützung waren u. a. die Massive-Attack-Produzenten dabei. 2004 erschien das Album Voice, das wieder nur in Großbritannien erfolgreich wurde, dort aber eine Top-Ten-Platzierung und Gold-Status erreichte.
Moyet verlegte sich inzwischen vornehmlich auf Balladen in verschiedenen Stilrichtungen. Ihr im Oktober 2007 erschienenes Album The Turn enthielt unter anderem Songs, die sie für das Theaterstück Smaller schrieb. Dort übernahm sie selbst eine Rolle an der Seite von Dawn French und June Watson.
Ende Mai 2008 ging Moyet im Rahmen der Reconnected-Tournee zum ersten Mal seit 25 Jahren wieder gemeinsam mit Vince Clarke als Yazoo auf die Bühne.
Im Mai 2013 erschien ihr Album The Minutes,  das in Großbritannien den fünften Platz der Charts erreichte.
Ein weiterer Erfolg in ihrer Heimat gelang Alison Moyet mit dem im Juni 2017 veröffentlichten Album Other, auf dem sie mit modernen Elektro-Pop-Sounds experimentiert.
2017 sang sie auf dem a-ha-Album MTV Unplugged – Summer Solstice, das Lied Summer Moved On im Duett mit Morten Harket.

## Diskografie

### Studioalben
| Jahr | Titel       | Höchstplatzierung, Gesamtwochen, AuszeichnungChartplatzierungen (Jahr, Titel, Platzierungen, Wochen, Auszeichnungen, Anmerkungen) | Höchstplatzierung, Gesamtwochen, AuszeichnungChartplatzierungen (Jahr, Titel, Platzierungen, Wochen, Auszeichnungen, Anmerkungen) | Höchstplatzierung, Gesamtwochen, AuszeichnungChartplatzierungen (Jahr, Titel, Platzierungen, Wochen, Auszeichnungen, Anmerkungen) | Höchstplatzierung, Gesamtwochen, AuszeichnungChartplatzierungen (Jahr, Titel, Platzierungen, Wochen, Auszeichnungen, Anmerkungen) | Höchstplatzierung, Gesamtwochen, AuszeichnungChartplatzierungen (Jahr, Titel, Platzierungen, Wochen, Auszeichnungen, Anmerkungen) | Anmerkungen |
| Jahr | Titel       | DE | AT | CH | UK | US | Anmerkungen |
| ---- | ----------- | --- | --- | --- | --- | --- | --- |
| 1984 | Alf         | DE5 Platin · (60 Wo.)DE | — | CH2 (22 Wo.)CH | UK1 ×4Vierfachplatin · (84 Wo.)UK                                                                                                 | US45 (22 Wo.)US | Erstveröffentlichung: 5. November 1984 Produzenten: Tony Swain, Steve Jolley                                                       |
| 1987 | Raindancing | DE3 Gold · (22 Wo.)DE | AT23 (2 Wo.)AT | CH4 (13 Wo.)CH | UK2 ×2Doppelplatin · (53 Wo.)UK                                                                                                   | US94 (17 Wo.)US | Erstveröffentlichung: 6. April 1987 Produzenten: Alison Moyet, David Freeman, Jean Guiot, Jess Bailey, Jimmy Iovine, Joseph Hughes |
| 1991 | Hoodoo      | DE36 (12 Wo.)DE | — | CH22 (6 Wo.)CH | UK11 Silber · (6 Wo.)UK | — | Erstveröffentlichung: 22. April 1991 Produzenten: Pete Glenister, Dave Dix, Andy Cox, David Steele                                 |
| 1994 | Essex       | DE74 (7 Wo.)DE | — | CH50 (1 Wo.)CH | UK24 (4 Wo.)UK | US194 (1 Wo.)US | Erstveröffentlichung: 21. März 1994 Produzenten: Ian Broudie, Pete Glenister                                                       |
| 2002 | Hometime    | DE69 (2 Wo.)DE | — | — | UK18 Gold · (10 Wo.)UK | — | Erstveröffentlichung: 19. August 2002 Produzenten: The Insects                                                                     |
| 2004 | Voice       | — | — | — | UK7 Gold · (12 Wo.)UK | — | Erstveröffentlichung: 6. September 2004 Produzent: Anne Dudley                                                                     |
| 2007 | The Turn    | — | — | — | UK21 (4 Wo.)UK | — | Erstveröffentlichung: 15. Oktober 2007 Produzent: Pete Glenister                                                                   |
| 2013 | The Minutes | — | — | — | UK5 (6 Wo.)UK | — | Erstveröffentlichung: 3. Mai 2013 Produzent: Guy Sigsworth                                                                         |
| 2017 | Other       | — | — | — | UK12 (2 Wo.)UK | — | Erstveröffentlichung: 16. Juni 2017 Produzent: Guy Sigsworth                                                                       |
| 2024 | Key         | DE57 (1 Wo.)DE | — | CH99 (1 Wo.)CH | UK8 (1 Wo.)UK | — | Erstveröffentlichung: 4. Oktober 2024                                                                                              |

### Livealben
- 2014: Minutes and Seconds – Live
- 2018: The Other Live Collection

### Kompilationen
| Jahr | Titel                            | Höchstplatzierung, Gesamtwochen, AuszeichnungChartplatzierungen (Jahr, Titel, Platzierungen, Wochen, Auszeichnungen, Anmerkungen) | Höchstplatzierung, Gesamtwochen, AuszeichnungChartplatzierungen (Jahr, Titel, Platzierungen, Wochen, Auszeichnungen, Anmerkungen) | Höchstplatzierung, Gesamtwochen, AuszeichnungChartplatzierungen (Jahr, Titel, Platzierungen, Wochen, Auszeichnungen, Anmerkungen) | Anmerkungen                              |
| Jahr | Titel                            | DE | CH | UK | Anmerkungen                              |
| ---- | -------------------------------- | --- | --- | --- | ---------------------------------------- |
| 1995 | Singles                          | DE49 (9 Wo.)DE | CH39 (3 Wo.)CH | UK1 ×2Doppelplatin · (59 Wo.)UK                                                                                                   | Erstveröffentlichung: 22. Mai 1995       |
| 2001 | The Essential                    | — | — | UK16 Gold · (5 Wo.)UK | Erstveröffentlichung: 10. September 2001 |
| 2009 | The Best Of – 25 Years Revisited | — | — | UK17 Gold · (13 Wo.)UK | Erstveröffentlichung: 19. Oktober 2009   |

Weitere Kompilationen
- 1998: Her Songs
- 2007: Alf / Raindancing (2 CDs)
- 2009: The Collection

### Singles
| Jahr | Titel Album                                | Höchstplatzierung, Gesamtwochen, AuszeichnungChartplatzierungen (Jahr, Titel, Album, Platzierungen, Wochen, Auszeichnungen, Anmerkungen) | Höchstplatzierung, Gesamtwochen, AuszeichnungChartplatzierungen (Jahr, Titel, Album, Platzierungen, Wochen, Auszeichnungen, Anmerkungen) | Höchstplatzierung, Gesamtwochen, AuszeichnungChartplatzierungen (Jahr, Titel, Album, Platzierungen, Wochen, Auszeichnungen, Anmerkungen) | Höchstplatzierung, Gesamtwochen, AuszeichnungChartplatzierungen (Jahr, Titel, Album, Platzierungen, Wochen, Auszeichnungen, Anmerkungen) | Anmerkungen |
| Jahr | Titel Album                                | DE | CH | UK | US | Anmerkungen |
| ---- | ------------------------------------------ | --- | --- | --- | --- | --- |
| 1984 | Love Resurrection Alf                      | — | — | UK10 (13 Wo.)UK | US82 (4 Wo.)US | Erstveröffentlichung: Juni 1984 Autoren: Alison Moyet, Steve Jolley, Tony Swain                                                                                      |
| 1984 | All Cried Out Alf                          | DE24 (12 Wo.)DE | CH15 (11 Wo.)CH | UK8 Silber · (11 Wo.)UK | — | Erstveröffentlichung: September 1984 Autoren: Alison Moyet, Steve Jolley, Tony Swain                                                                                 |
| 1984 | Invisible Alf                              | DE22 (11 Wo.)DE | CH25 (4 Wo.)CH | UK21 (10 Wo.)UK | US31 (17 Wo.)US | Erstveröffentlichung: 19. November 1984 Autor: Lamont Dozier |
| 1985 | That Ole Devil Called Love –               | DE29 (11 Wo.)DE | CH21 (4 Wo.)CH | UK2 Silber · (10 Wo.)UK | — | Erstveröffentlichung: 4. März 1985 Autoren: Allan Roberts, Doris Fisher Original: Billie Holiday, 1944                                                               |
| 1985 | For You Only Alf                           | DE7 (13 Wo.)DE | — | — | — | Erstveröffentlichung: 17. November 1985 Autoren: Alison Moyet, Steve Jolley, Tony Swain                                                                              |
| 1986 | Is This Love? Raindancing                  | DE15 (17 Wo.)DE | CH20 (5 Wo.)CH | UK3 Silber · (16 Wo.)UK | — | Erstveröffentlichung: November 1986 Autoren: Alison Moyet, Jean Guiot                                                                                                |
| 1987 | Weak in the Presence of Beauty Raindancing | DE18 (14 Wo.)DE | CH23 (6 Wo.)CH | UK6 (10 Wo.)UK | — | Erstveröffentlichung: 23. Februar 1987 Autoren: Michael Ward, Rob Clarke Original: Floy Joy, 1986                                                                    |
| 1987 | Ordinary Girl Raindancing                  | — | — | UK43 (4 Wo.)UK | — | Erstveröffentlichung: 18. Mai 1987 Autoren: Jess Bailey, Rick Driscoll                                                                                               |
| 1987 | Sleep Like Breathing Raindancing           | — | — | UK80 (3 Wo.)UK | — | Erstveröffentlichung: 21. September 1987 mit David Freeman Autoren: David Freeman, Joseph Hughes                                                                     |
| 1987 | Love Letters –                             | — | — | UK4 Silber · (12 Wo.)UK | — | Erstveröffentlichung: 16. November 1987 Autoren: Edward Heyman, Victor Young Original: Dick Haymes mit Victor Youngs Orchester vom Soundtrack des Films Liebesbriefe |
| 1991 | It Won’t Be Long Hoodoo                    | — | — | UK50 (4 Wo.)UK | — | Erstveröffentlichung: 25. März 1991 Autoren: Alison Moyet, Pete Glenister                                                                                            |
| 1991 | Wishing You Were Here Hoodoo               | — | — | UK72 (1 Wo.)UK | — | Erstveröffentlichung: 20. Mai 1991 Autoren: Alison Moyet, Pete Glenister                                                                                             |
| 1991 | This House Hoodoo                          | — | — | UK40 (5 Wo.)UK | — | Erstveröffentlichung: 30. September 1991 Autor: Alison Moyet |
| 1993 | Falling Essex                              | — | — | UK42 (3 Wo.)UK | — | Erstveröffentlichung: 4. Oktober 1993 Autoren: Alison Moyet, Pete Glenister                                                                                          |
| 1994 | Whispering Your Name Essex                 | DE75 (6 Wo.)DE | — | UK18 (8 Wo.)UK | — | Erstveröffentlichung: 28. Februar 1994 Autor und Original: Jules Shear, 1983                                                                                         |
| 1994 | Getting into Something Essex               | — | — | UK51 (2 Wo.)UK | — | Erstveröffentlichung: 16. Mai 1994 Autoren: Alison Moyet, Pete Glenister                                                                                             |
| 1994 | Ode to Boy Essex                           | — | — | UK59 (2 Wo.)UK | — | Erstveröffentlichung: 10. Oktober 1994 Autor: Alison Moyet, Original: Yazoo, 1982                                                                                    |
| 1995 | Solid Wood Singles                         | — | — | UK44 (2 Wo.)UK | — | Erstveröffentlichung: 14. August 1995 Autor: Alison Moyet |
| 2004 | Almost Blue / Alfie Essex                  | — | — | UK99 (1 Wo.)UK | — | Erstveröffentlichung: 6. Dezember 2004 Autoren: Elvis Costello / Burt Bacharach, Hal David Originale: Elvis Costello, 1982 / Cilla Black, 1966                       |

Weitere Singles
- 1991: Hoodoo
- 1995: The First Time Ever I Saw Your Face
- 1996: Our Colander Eyes
- 2002: Should I Feel That It’s Over
- 2002: Do You Ever Wonder
- 2003: More
- 2004: Windmills of Your Mind
- 2007: One More Time
- 2007: A Guy Like You
- 2013: When I Was Your Girl
- 2013: Changeling
- 2013: Love Reign Supreme

## Auszeichnungen für Musikverkäufe
| Goldene Schallplatte - Kanada - 1985: für das Album Alf - Neuseeland - 1985: für die Single That Ole Devil Called Love - Niederlande - 1987: für das Album Raindancing Platin-Schallplatte - Neuseeland - 1995: für das Album Singles | 3× Platin-Schallplatte - Neuseeland - 1987: für das Album Raindancing 8× Platin-Schallplatte - Neuseeland - 1987: für das Album Alf |

Anmerkung: Auszeichnungen in Ländern aus den Charttabellen bzw. Chartboxen sind in ebendiesen zu finden.
| Land/RegionAuszeichnungen für Musikverkäufe (Land/Region, Auszeichnungen, Verkäufe, Quellen) | Silber     | Gold     | Platin       | Verkäufe  | Quellen           |
| -------------------------------------------------------------------------------------------- | ---------- | -------- | ------------ | --------- | ----------------- |
| Deutschland (BVMI)                                                                           | —          | Gold1    | Platin1      | 750.000   | musikindustrie.de |
| Kanada (MC)                                                                                  | —          | Gold1    | —            | 50.000    | musiccanada.com   |
| Neuseeland (RMNZ)                                                                            | —          | Gold1    | 12× Platin12 | 245.000   | Einzelnachweise   |
| Niederlande (NVPI)                                                                           | —          | Gold1    | —            | 50.000    | nvpi.nl           |
| Vereinigtes Königreich (BPI)                                                                 | 5× Silber5 | 4× Gold4 | 8× Platin8   | 3.660.000 | bpi.co.uk         |
| Insgesamt                                                                                    | 5× Silber5 | 8× Gold8 | 21× Platin21 |           |                   |